# 劉廷訓
劉廷訓（1601年12月7日—17世紀），字大復，北直隸保定府易州淶水縣永樂村人，清朝政治人物。

## 生平
劉廷訓祖先是興州人，到明朝遷居淶水縣，世代務農，他排行第四，自小聰慧，剛成年就進入縣學為庠生，以效法古人為志，當時母親陳氏病重，藥石無效，他就暗中割下自己的股肉入藥，對母親說：「這是醫者所贈與的藥，和之前的藥不同，服用後可以立刻痊癒。」母親服用後很快病好。萬曆四十六年（1618年）中順天鄉試舉人，順治三年（1646年）成進士，先在工部觀政，後獲授臨淄知縣，剛到任遇上高苑流賊聚眾越境劫掠，民心惶恐，他嚴厲防範，不足一個月寇臨城下，見臨淄有防備，感到沮喪而逃遁，其後大雨連綿，令城廟頽敗，他也迅速修葺，他為人清苦，不擅長逢迎上級，別人勸告他，他回答：「我只知朝廷不知上級。」遭嫉妒而自行辭官，縣人深感可惜。

## 家族
曾祖劉璽；祖父劉仲舉；父劉宗發，儒官。次兄劉廷金，中書舍人；五弟劉廷鎮，武庠生。兒子三人：劉師向、劉師敞、劉師健，皆為庠生，孫劉有聲為廩生，劉有章亦為庠生。

## 引用
1. 1 2 3  光緒《淶水縣志·卷八·傳上》：劉廷訓，字大復，其先世小興州人也，入明遷居縣南永樂村，世力農，父宗發娶陳氏生子五，次廷金、中書舍人，五廷鎮、武庠，長與三務農，廷訓居四，生而聰慧，讀詩至哀，哀父母生我劬勞，輒悲嘆風，雨篝燈與昆季相吿，戒曰：「宜勉力盡菽水也。」弱冠補邑庠，以古人自期，值母病醫藥罔效，暗割股肉入藥捧至榻，曰：「此醫人所送，與前藥不同，服可立愈也。」母果痊。聞之，縣按院給奬有差，萬厯戊午領鄉薦，砥礪澹泊不問戶外事，鼎革後中順治丙戌進士，銓山東臨淄令，甫下車高苑縣賊聚眾越境劫掠，嚴防之，不一月寇臨城下，見有備氣沮而遁，破淄川屠戳甚慘，淄川與臨淄接壤，廷訓躬擐甲胄、日夜督守，逮賊平而勞瘁致病矣，大雨連綿、城廟頽敗，力疾修葺。子三人，長師向，次師敞，次師健，皆邑庠，孫有聲食餼，有章亦邑庠。
2. 1 2  《順治三年丙戌科進士三代履歷》：劉廷訓，曾祖璽；祖仲舉；父宗發，儒官。大復，春秋三房，辛丑十一月十三日生，淶水人，戊午一百名，會試六十三名，三甲二百四十名，工部觀政，授山東臨淄知縣。
3. ↑  民國《臨淄縣志·卷十八·名宦志》：劉廷訓，北直淶水人，順治三年進士，知臨淄縣，時謝為亂，民心惶恐，廷訓拮据守城，卒以無恙。性樸直，居官清苦，不善事上官，或以勸，曰：「吾知朝廷不知上官也。」直指使者聞而忌之，乃投劾去，縣人深為慟惜。